# Jacques-Joachim de Soignies
Pour les articles homonymes, voir De Soignies.
 (juillet 2025).
Jacques-Joachim de Soignies est né à Mons le 28 mars 1720 et est décédé le 20 mai 1783. 

## Biographie
Il fut élève aux académies de Bruxelles et d’Anvers mais également à l’école des beaux-arts de Paris. En 1771, il devint peintre de la cour d’Anne Charlotte de Lorraine. Il réalisera alors des tableaux pour des églises du Hainaut ou pour des maisons privées de la région montoise.

## Œuvre
- L'adoration des bergers (1757), Mons, Collégiale Sainte-Waudru de Mons.
- L'Exaltation de Saint-Jean de la Croix (1758), Mons, Collégiale Sainte-Waudru de Mons.